# تومي مكهيل
تومي مكهيل (بالإنجليزية: Tommy McHale)‏ (1940 بإنجلترا في المملكة المتحدة - ) هو لاعب كرة قدم بريطاني في مركز الدفاع. لعب مع برادفورد سيتي وويغان أتلتيك وPrescot Cables F.C. ‏.